# Mindustry
 (mai 2024).
Mindustry est un jeu vidéo indépendant de type tower defense et « bac à sable » développé par Anuke. Il est jouable sur Windows, MacOS, Android, Linux, Steam et en ligne.

## Historique
- Le jeu est créé par Anuke à l'occasion d'un Game jam le 28 avril 2017[2].
- Mindustry, malgré la fin du Game Jam, continue d'être mis à jour sur Itch.io.
- La première mise à jour majeure est la 2.0 qui ajoute notamment un nouveau minerai et les fluides.
- Le jeu sort sur Play Store le 17 octobre 2017 lors de la 2.4.
- Avec la 3.0 (sortie le 11 décembre 2017 en version bêta et le 12 décembre 2017 pour la version officielle), de nombreux blocs sont ajoutés, l'électricité, et de nombreuses cartes[3].
- Entre 4.0 et 5.0 (sortie le 16 août 2019), la campagne. La difficulté est croissante, suivant ainsi l'arbre technologique. Ce dernier fonctionne en achetant avec les ressources que vous aurez récoltées et transformées sur les cartes
- Le jeu sort sur Steam le 27 septembre 2019.
- Avec la 5.0 (sortie le 25 octobre 2019) sont ajoutés de nouveaux blocs, et la possibilité de créer des mods.
- Avec la 6.0 (sortie le 1er décembre 2020), le système de campagne est changé : Il se déroule désormais avec un système de secteurs à une échelle planétaire[4].

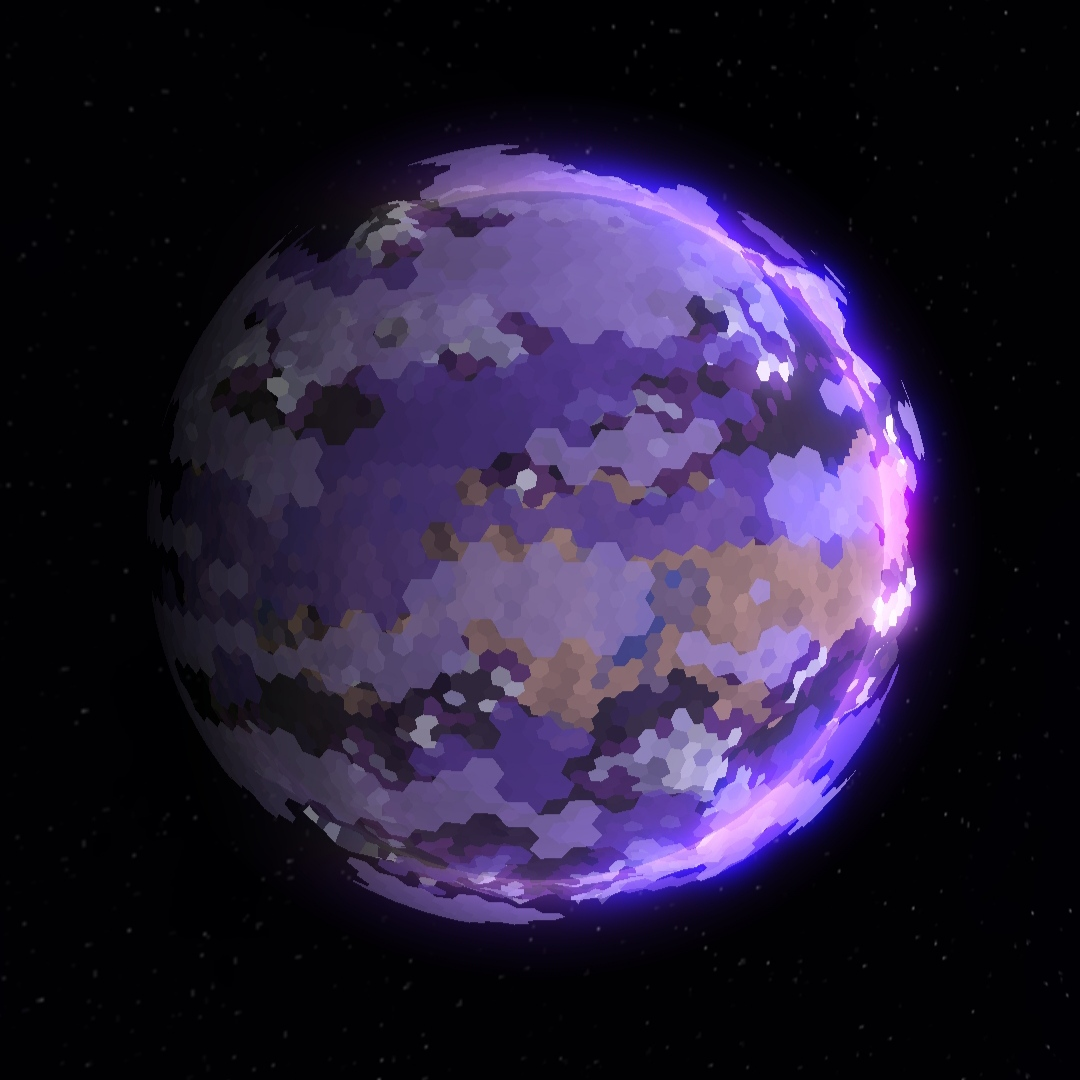
La planète où se déroule la campagne en V6 : Serpulo

- Avec la 7.0 (sortie le 11 novembre 2023), une nouvelle planète est ajoutée : Erekir. Elle possède un nouvel arbre technologique, de nouveaux blocs, unités, ressources, et fluides uniques à la planète. Elle dispose néanmoins d'une campagne linéaire, et se rapproche plus du Jeu de stratégie en temps réel que du Tower defense[5],[6].
- les versions du jeu actuellement sont la 8.0 Build 149 qui est une version bêta (instable, 01 mai 2025) et la 7.0 Build 146 (stable, 4 septembre 2024).
- La version 8.0 ajoutera plus de contenu dans les deux planètes. Notamment, en ajoutant des cartes crée par la communauté sur Serpulo, et en ajoutant des mécaniques autour du Néoplasme sur Erekir.
- Le jeu vous propose d'ajouter des mods et autres cartes[7], que ça soit sur la version gratuite ou sur la version Steam qui elle est payante.

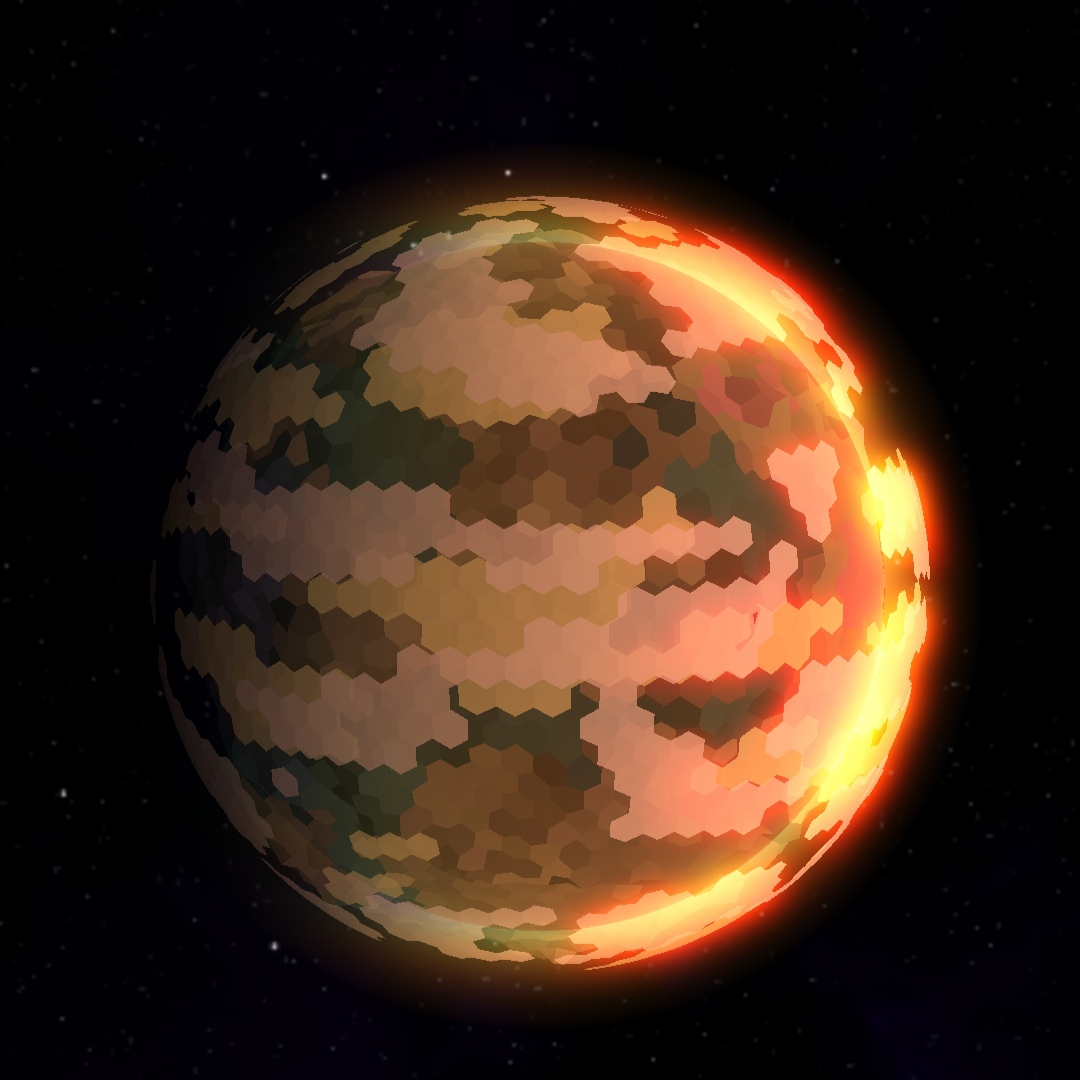
Erekir, la seconde planète

## Description

### Principe
L'objectif est de défendre le Noyau (le centre de votre base) avec des tourelles et des unités. Pour se protéger, il faut construire, miner, fabriquer et transformer. L'optimisation des machines est importante tout comme la gestion des ressources parfois limitées. Il existe 4 modes de jeu dans V7: 
- La Survie est le mode normal : les ressources sont limitées et les ennemis apparaissent par vagues. La partie se termine de deux manières : soit votre noyau est détruit par les ennemis et vous perdez le secteur, soit vous capturez le secteur en résistant au nombre de vagues ennemies définies.
- Bac à Sable, les ennemis arrivent quand vous le voulez et vous avez une infinité de ressources.
- L'attaque est un mode de jeu vous opposant à un ennemi qui lui aussi a une base, que vous devez détruire.
- Le PVP est une sorte d'attaque, à la différence que vous jouez contre de vrais joueurs[8],[9],[10].

### Les blocs
Il existe 10 catégories de blocs :
- Tourelles : Les tourelles sont des machines de défense actives utilisant des ressources, des fluides, de l'électricité ou de la chaleur (sur Erekir)[9],[11].
- Extracteur : Les foreuses et les extracteurs permettent de récolter les matières premières[9].

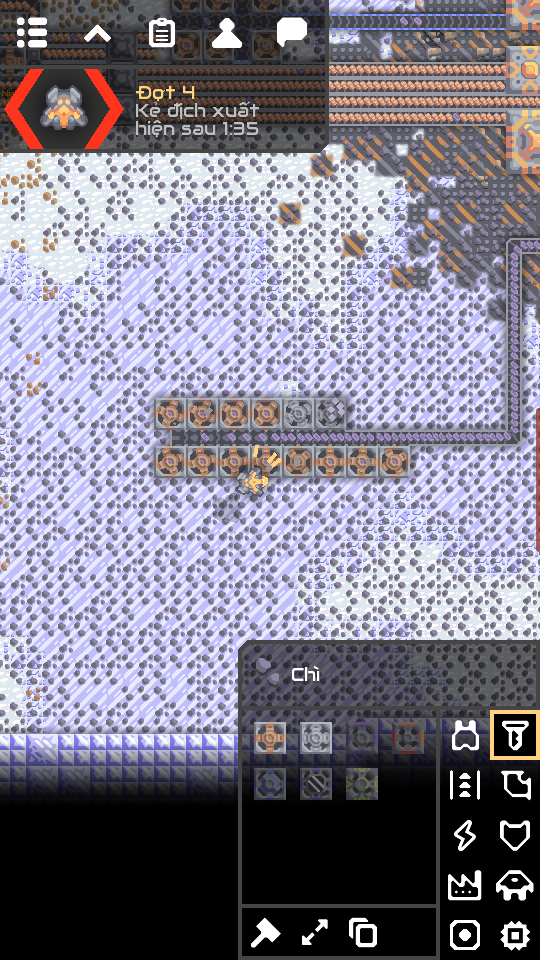
des foreuses minant du plomb

- Transport : Les blocs de transport principalement utilisés sont les convoyeurs, permettant de transporter et distribuer des ressources solides[9].
- Liquide : Cette catégorie regroupe le transport et l'extraction des fluides[12],[1],[8],[11].
- L'énergie : L'électricité est séparée en 3 sous-types : les transporteurs d'énergie, les batteries et les centrales fabriquant l'énergie, souvent en utilisant des ressources[11].
- Murs : Les murs permettent de faire de la défense passive en bloquant les tirs ennemis pouvant endommager les tourelles possédant moins de santé. Certains murs possèdent une capacité supplémentaire : comme les portes qui permettent de faire passer les unités, d'autres murs peuvent renvoyer les tirs ennemis de faible taille, d'autres ont la capacité d'envoyer une charge électrique s'il se fait attaquer, et d'autres enfin peuvent bloquer les lasers qui ne sont pas arrêtés par les autres types de murs[9],[11].
- Usine : Les usines permettent de transformer des ressources en d'autres usuellement plus avancées en utilisent généralement de l'énergie pour fonctionner[1],[7],[9],[11].
- Divers : La catégorie divers contient des blocs tels que : des blocs permettant de stocker des ressources, des blocs améliorant l'efficacité des structures alentours (Serpulo), des blocs soignant les bâtiments à proximité, un projecteur de champ de force qui permet de bloquer les tirs à proximité (Serpulo et Erekir), les noyaux du joueur, un bâtiment qui permet d'exporter des ressources d'un secteur à un autre (Serpulo, seulement en campagne), une mine qui inflige des dégâts aux unités ennemis qui marchent dessus (Serpulo), une lumière (Serpulo), un radar (Erekir), un bloc pouvant réparer les blocs détruits, et assister à la construction de bâtiments (Erekir) et une structure permettent de détruire les tirs ennemis (Erekir).
- Unité : Cette catégorie continent plusieurs sous-types : comme des fabricateurs construisant des unités basiques, des reconstructeurs d'unités qui permettent de créer et d'améliorer ces unités en leur attribuant parfois des rôles différents (pour le mono : de la collecte de ressources à la réparation de bâtiments et à l'assistance du joueur dans la construction de bâtiments une fois amélioré), des structures pour soigner les unités à proximité, des convoyeurs conçus pour les unités et les blocs, et des constructeur et dé-constructeur de blocs(Erekir).
- Logique : La catégorie logique contient des blocs permettant d'écrire des messages (pratique sur les serveurs). Celle-ci contient aussi des processeurs qui permettent de faire tourner des programmes pour gérer le comportement des unités alliées ou de diffuser une image sur un écran (l'écran étant aussi un bloc de la catégorie logique). L'ensemble des blocs logiques de la planète Serpulo permet de faire des programmes Turing-complet.

### Campagne
Dans V7 beta et plus est:
La campagne est le mode solo du jeu, en plus des parties personnalisées, et elle se déroule sur deux planètes, :
- Serpulo : La faction "Sharded" est celle incarnée par le joueur, et doit combattre la faction "Crux". Il y a 18 secteurs principaux à capturer pour finir la campagne, en plus de nombreux autres secteurs secondaires et facultatifs ; soit au total 272 secteurs à capturer.

- Erekir : La faction "Sharded" est celle incarnée par le joueur, mais cette fois-ci, le joueur doit faire face à la faction "Malis". Il y a 92 secteurs, mais seulement 17 secteurs peuvent être capturés car la planète est toujours en développement.

### Diégèse
Chacune des deux planètes possède une diégèse distincte, identifiable à travers la présence de nombreux éléments. Cependant, ceux-ci sont souvent partiellement hypothétiques : 
- Serpulo : Il s'agissait d'une planète habitable avec de la verdure. Due à une lointaine guerre entre les factions "Sharded" et "Crux", un complexe contenant des cultivateurs fut détruit et libéra le "spore", un organisme très invasif, qui détruit toute forme de vie et envahit toute la planète. Cet incident donna la couleur violette à la planète.

- Erekir : du Néoplasme (une substance cancérigène hautement invasive et adaptatrice se développant dans l'eau) s'est inflitré dans un évent ( les évents contiennent de l'eau). Cet accident entraîna la propagation du Néoplasme à une vitesse alarmante. (Plus d'informations seront ajoutées en version 8.0)